# Haplopteryx
Haplopteryx là một chi bướm đêm thuộc họ Geometridae.